# Bernd Hartstein
Bernd Hartstein (Ostrau, 26 ottobre 1947 – Francoforte sul Meno, 23 febbraio 2002) è stato un tiratore a segno tedesco, vincitore della medaglia d'argento nella carabina da 50 metri 3 posizioni a Mosca 1980.

## Carriera
Hartstein iniziò la sua carriera nel GST-Klub Leipzig, un club della Gesellschaft für Sport und Technik. Nel 1968 diventò campione junior della Germania Est. Dal 1972 in poi, e per tutti gli anni ottanta, vinse diversi titoli di campione nazionale nella carabina 3 posizioni e a terra.
Nel 1976 partecipò ai suoi primi Giochi olimpici a Montreal, classificandosi nono nella carabina 50 metri 3 posizioni.
Quattro anni dopo gareggiò nella stessa specialità anche a Mosca 1980, riuscendo a raggiungere l'argento, battuto solo dal sovietico Viktor Vlasov.
Negli anni seguenti vinse anche due medaglie mondiali: il bronzo  bronzo nella carabina da 10 metri a squadre a Caracas 1982 e l'argento nella carabina da 50 metri a terra a squadre a Suhl 1986.
Dopo la riunificazione tedesca divenne allenatore statale in Assia. Nel marzo 2001, Hartstein si ammalò di leucemia e morà nel febbraio 2002 presso l'ospedale universitario di Francoforte sul Meno.

## Palmarès
- Giochi olimpici

Mosca 1980: argento nella carabina 50 metri 3 posizioni
- Campionati mondiali di tiro

Caracas 1982: bronzo nella carabina da 10 metri a squadre.
Suhl 1986: argento nella carabina da 50 metri a terra a squadre.